# كييل بي. هانسن
كييل بي. هانسن هو سياسي نرويجي، ولد في 5 مايو 1957، وتوفي في 31 مايو 2020. نشط حزبياً في حزب العمال. وقد انتخب mayor of Ringerike ‏ (2007 – 2019) وانتخب نائب عضو برلمان النرويج ‏ عن دائرة Buskerud (Storting constituency) ‏ وقد انضم خلال فترته النيابية ‏ (2009 – 2013) للكتلة البرلمانية حزب العمال.